# Mes Aynak
Mes Aynak és una zona àrida de la província de Lowgar, a uns 40 km al sud de Kabul (Afganistan), en plena Ruta de la Seda. La zona és molt rica en minerals i conté un dels jaciments arqueològics més grans i importants de l'Afganistan en relació amb el passat budista del país. En la dècada dels 1990, albergava un dels camps d'entrenament d'Al-Qaeda.

## Camp d'entrenament
El campament s'obrí el 1999 dins d'una mina de coure russa abandonada, just després que l'exèrcit nord-americà en destruís un altre que tenien a prop de Khost un any abans, i es convertí en l'únic campament en actiu fins que els talibans permeteren la construcció del campament Al Farouq, a prop de Kandahar. Un dels instructors n'era Saif al-Adel, un dels alts càrrecs d'Al-Qaeda, expert en explosius.

## Jaciment arqueològic

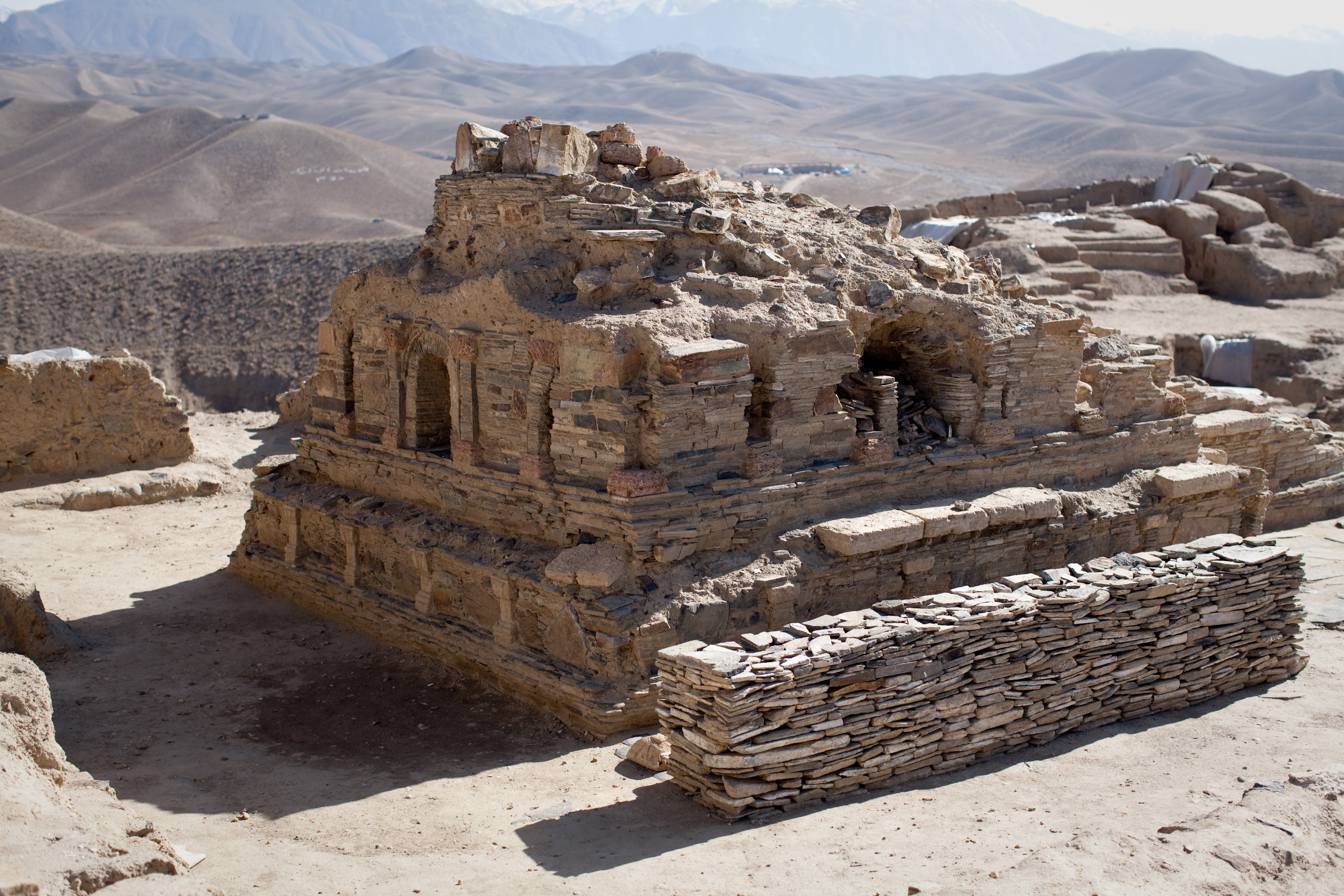
Una stupa budista excavada en el jaciment

El jaciment començà a ser excavat per la Delegació Arqueològica Francesa a l'Afganistan (DAFA) juntament amb científics afganesos el 2010, i hi trobaren un conjunt monàstic amb capella voltada, habitacles dels monjos, a més d'altres peces que daten d'entre els segles I al V. També s'han trobat pintures murals prou ben conservades, gran quantitat d'escultures, incloent-hi un buda dorment, monedes, peces de vidre, i eines. Els arqueòlegs hi descobriren manuscrits que poden proporcionar evidència sobre la presència de les tropes d'Alexandre el Gran.
Entre maig del 2010 i juliol del 2011, els arqueòlegs rescataren uns 400 articles a contrarellotge a causa del contracte que el govern afganés havia signat amb una empresa xinesa que preveia la destrucció de gran part del patrimoni per a poder realitzar les seues excavacions. Les labors dels arqueòlegs se centraren a salvar tantes peces com van poder, que eren fràgils, fetes amb tova i esquist.(1)
L'extensa àrea del jaciment té una 400.000 metres quadrats, i abasta monestirs i zones residencials. Segons les restes trobades, sembla que els budistes s'establiren en aquesta zona fa gairebé dos mil anys; se sentiren atrets per la gran quantitat de coure que oferia la zona. Segons els estudis de la DAFA, la fosa construïda pels budistes degué cessar a causa de la desforestació.(1)

## Mina de coure
Segons els experts, es calcula que davall el jaciment arqueològic hi ha uns 13 milions de tones de coure, el segon dipòsit més gran d'aquest material encara per explotar al país.
Aquest tresor mineral ha fet que siga un objectiu de l'empresa China Metallurgical Group Corporation, malgrat que per a aconseguir l'extracció, haurien de destruir gran part del patrimoni històric de l'Afganistan. L'operació s'emmarca dins del context d'un Afganistan necessitat d'inversions estrangeres després de molts anys de guerra, i amb una Xina que veu aquest projecte com a clau per a futures inversions al país.(6)
Després de la pressió internacional i la comparança amb la destrucció dels Budes de Bāmiyān pels talibans, a Mes Aynak, el govern ha permés un pla de rescat mínim arqueològic amb data de caducitat als 3 anys, moment en què l'empresa xinesa començarà a construir les seues instal·lacions, malgrat les denúncies per part dels arqueòlegs, que no veuen possible poder salvar tot el que conté el jaciment en tan poc de temps. L'equip se salvació del patrimoni està format per uns 1.000 treballadors.
El contracte del govern afganés amb China Metallurgical Group Corporation se signà el 2007 i entraria en vigor a partir del 2013, amb un permís per a explotar els recursos durant 30 anys. El projecte es basa en l'excavació d'una enorme mina a cel obert que ocuparà gran part d'on són molts vestigis de Mes Aynak.(7)